# Hakea acuminata
Hakea acuminata (лат.) — кустарник, вид рода Хакея (Hakea) семейства Протейные (Proteaceae). Произрастает в штате Западной Австралии (Австралия). Редкий вид, несущий скопления белых цветов с зелёным или розоватым оттенками с конца осени до зимы.

## Ботаническое описание
Hakea acuminata — это разветвлённый куст, высотой от 0,5 до 1,8 м, с гладкой серой корой. Блестящие густые зелёные листья имеют желтоватый оттенок у основания, они почти плоские и частично завитые на верхних цветущих ветвях. Листья вогнутые, узко-овальные или яйцевидные от 3 до 12 см в длину и от 9 до 38 мм в ширину. Листья имеют от одной до трёх выступающих продольных жилок с обеих сторон. Соцветие состоит из 16 до 24 цветков, появляющихся в кистях в пазухах листьев. Околоцветник кремово-жёлтый, а стиль длинный и выпуклый. Пестик длиной 34–37 мм. Древесные плоды яйцевидной формы растут отдельно или парами длиной от 25 до 31 мм и шириной от 16 до 21 мм. Фрукты становятся пробковыми с возрастом и почти не имеют клювика как у многих видов хакей. Семена чёрно-бурые, косо-яйцевидной формы длиной от 18 до 21 мм и шириной от 9 до 10 мм с крылом, проходящим вниз по обеим сторонам семени.

## Таксономия
Вид Hakea acuminata был впервые описан в 1999 году Лоуренсом Хеги (англ. Laurence Haegi) во Flora of Australia.

## Распространение и биология
Этот вид эндемичен для двух небольших областей вдоль южного побережья в районах Большой Южный и Голдфилдс-Эсперанс Западной Австралии между Равенсторпом и Джеррамунгупом. Произрастает на эвкалиптовых кустарниковых равнинах и на пустошах в глубоких белых песках или суглинистых почвах на граните.

## Охранный статус
Hakea aculeata классифицируется как «вторичный приоритет — плохо изученный» Департаментом парков и дикой природы правительства Западной Австралии, что означает, что он является редким или находится под угрозой из-за его ограниченного ареала.